# Нижньоюринське сільське поселення
Нижньоюри́нське сільське поселення — муніципальне утворення в складі Малопургинського району Удмуртії, Росія. Адміністративний центр — присілок Нижні Юрі.
Населення — 1545 осіб (2015; 1588 в 2012, 1565 в 2010).
До складу поселення входять такі населені пункти:
| Населений пункт       | Населення, осіб (2010) | Населення, осіб (2012) |
| --------------------- | ---------------------- | ---------------------- |
| Нижні Юрі, присілок   | 760                    | 778                    |
| Нова Монья, присілок  | 420                    | 418                    |
| Середні Юрі, присілок | 385                    | 392                    |

У поселенні діють 2 середні (Нижні Юрі, Нова Монья) та початкова (Середні Юрі) школи, 3 садочки (Нижні Юрі, Нова Монья, Середні Юрі), філіал школи мистецтв, 3 фельдшерсько-акушерських пункти, 3 клуби, 3 бібліотеки, музей, Будинок ремесла (Нижні Юрі), ветеринарний пункт.
Серед промислових підприємств працюють СПК «Кізилі», «Родина», «Розсвєт».